# Helmut E. Ehrhardt
Helmut E. Ehrhardt (* 24. März 1914 in Kassel; † 19. August 1997 in Marburg) war ein deutscher Psychiater, Rechtsmediziner und Hochschullehrer sowie Gutachter am Erbgesundheitsgericht.

## Leben
Ehrhardt absolvierte nach dem Ende seiner Schullaufbahn von 1934 bis 1940 ein Studium der Medizin, der Psychologie, der Literaturwissenschaft und Kunstgeschichte in München, Berlin und Breslau. Am 5. Juli 1937 beantragte er die Aufnahme in die NSDAP und wurde rückwirkend zum 1. Mai desselben Jahres aufgenommen (Mitgliedsnummer 5.159.810). Er promovierte 1939 zum Dr. phil. und 1941 zum Dr. med. Ab 1940 war Ehrhardt an der Universität Breslau in der medizinischen Poliklinik, am Physiologischen Institut und als Abteilungsarzt unter Werner Villinger an der Universitätsnervenklinik beschäftigt. Ehrhardt war Gutachter am Erbgesundheitsgericht.
Nach dem Ende des Zweiten Weltkrieges praktizierte er von 1945 bis 1949 in Kaiserslautern als niedergelassener Psychiater und Neurologe. Ab 1949 war er wissenschaftlicher Assistent an der Universität Marburg und 1950 folgte dort seine Habilitation für das Fach Psychiatrie und Neurologie. Anschließend war er an der Universität Marburg als Privatdozent tätig. Ab 1955 war Ehrhardt an der Universitätsnervenklinik Marburg Oberarzt unter Direktor Villinger. In Marburg war Ehrhardt ab 1956 außerplanmäßiger Professor und ab Mai 1964 Professor auf dem neu geschaffenen Lehrstuhl für Forensik und Sozialpsychiatrie. Von Ende August 1966 bis zu seiner Emeritierung im März 1982 leitete Ehrhardt in Marburg das Institut für gerichtliche und Sozial-Psychiatrie.
Gemeinsam mit Villinger und Nachtsheim trat Ehrhardt 1961 im Bundestagsausschuss für Wiedergutmachung als Sachverständiger auf. Die Sachverständigen wurden zum Komplex Entschädigungszahlungen für Opfer von Zwangssterilisationen nach dem Gesetz zur Verhütung erbkranken Nachwuchses gehört. Alle Sachverständigen sahen in dem Erbgesundheitsgesetz kein NS-Unrecht und so erhielten die Zwangssterilisierten in den 1960er Jahren  aus dem Bundesentschädigungsgesetz keine Wiedergutmachungsleistungen.

„Eine Entschädigungsregelung für die Sterilisierten würde in vielen Fällen zu einer […] Verhöhnung des echten Gedankens der Wiedergutmachung [führen].“

Ehrhardt gehörte mehreren Ärztegremien und Gesundheitsorganisationen an: Von 1962 bis 1970 war er im Präsidium des Deutschen Hochschulverbandes. Von 1966 bis 1969 war er stellvertretender Präsident der Deutschen Gesellschaft für Sexualforschung. Er gehörte dem Sachverständigenbeirat für Seelische Gesundheit der WHO an. Ab 1969 war er im Wissenschaftlichen Beirat der Bundesärztekammer und Präsident der Deutschen Gesellschaft für Psychiatrie und Neurologie. 1961/64 und 1968/72 gehörte er der Delegiertenversammlung des Landesärztekammer Hessen an. Ab 1970 war er Landesarzt für Behinderte in Hessen und wurde Präsident der Europäischen Liga für Psychische Hygiene. Ab 1976 war er außerordentliches Mitglied der Deutschen Senats für Ärztliche Fortbildung. Ab 1977 war er im Bundesgesundheitsrat. 1980 wurde er in die Leopoldina berufen.
Schwerpunkte von Ehrhardts wissenschaftlicher Tätigkeit „waren ärztliche Fragen der Strafrechtsreform, Suchtstoffabhängigkeit und Suchtbekämpfung, die Neuordnung und Verbesserung der psychiatrischen Versorgung, Probleme des Freiheitsentzuges und der Unterbringung, Patientenrechte und Arztpflichten sowie die Beziehungen zwischen Medizin, Ethik, und Recht“.

## Schriften
- 130 [Hundertdreissig] Jahre Deutsche Gesellschaft für Psychiatrie und Nervenheilkunde, Steiner, Wiesbaden 1972.
- Rauschgiftsucht, Hoheneck-Verl., Hamm/Westf 1967.
- Euthanasie und Vernichtung lebensunwerten Lebens: [Erw. Fassung e. Vortrages] / Helmut Ehrhardt. Mit einem Vorwort von Hans Hoff, Enke, Stuttgart 1965.
- Untersuchungen über Elektrokrampfschwelle und Erregbarkeit, Marburg, Med. Fakultät, Hab.-Schr. v. 16. Dez. 1950.
- Beitrag zur elektrischen Erregbarkeit des Nerven unter der Einwirkung von Narkoticis, Breslau, Med. Dissertation, 1941.

## Ehrungen
- Paracelsus-Medaille der deutschen Ärzteschaft (1986)[2]
- Dr. jur. h. c. der Universität Mainz (1977)[4]
- Ehrenmitglied des Weltverbandes für Psychiatrie.[3]